# Saint-Coulomb
 Saint-Coulomb  es una población y comuna francesa, situada en la región de Bretaña, departamento de Ille y Vilaine, en el distrito de Saint-Malo y cantón de Cancale.

## Demografía
| 1694 | 1542 | 1611 | 1746 | 1938 | 2168 |
| Para los censos de 1962 a 1999 la población legal corresponde a la población sin duplicidades (Fuente: INSEE [Consultar]) |      |      |      |      |      |